# کارولین (کارولینای شمالی)
کارولین (به انگلیسی: Caroleen) شهری در ایالت کارولینای شمالی کشور ایالات متحده آمریکا است که جمعیت آن در سرشماری سال ۲۰۱۰ میلادی، ۶۵۲ نفر بوده‌است.